# 夏磊
夏磊（英文名：Leon，1977年9月28日—）是一名中國配音員和配音導演，隸屬於“音熊聯萌”配音團隊。

## 生平
畢業於北京廣播學院（今中國傳媒大學）播音與主持藝術學院。任職配音員前，曾在南京廣播電視集團擔任廣播新聞主播，後辭職轉到上海交通廣播主持新聞和體育節目。最初接觸配音時嘗試過在一部劇中給不同角色配音，從跑龍套和群雑配起。彼時配音演員的酬勞靠導演什麼時候給錢——有時候是半年至一年，甚至是兩年。即使一部戲根本就沒給的時候也是如此。後隨著配音經歷的增加，他才開始擔任主角的配音員。2001年正式離開上海交通廣播，任職配音員。2010年12月在上海舉行了婚禮。其妻子暱稱“佳佳”，真名不詳。育有一兒，小名“年糕”。2013年與謝添天、馮駿驊、沈達威、鬼月共同創辦“音熊聯萌”。

## 配音作品

### 電視劇

#### 国产剧
- 《肥猫寻亲记》
- 《折扇探花》
- 《少年王》
- 《福星高照猪八戒》
- 《大汉天子Ⅱ》
- 《天下无双》
- 《赤子乘龙》姚烈
- 《布衣知县梵如花》
- 《至尊红颜》
- 《花姑子》
- 《魔界之龙珠》
- 《绝对计划》
- 《赤子乘龙》姚烈（崔鹏饰）
- 《四大名捕》
- 《刁蛮公主》 文韬（钟亮饰）
- 《仙剑奇侠传》
- 《哑巴新娘》
- 《大汉天子Ⅲ》
- 《喜气洋洋猪八戒》
- 《如果月亮有眼睛》 翟成勋（胡兵饰）
- 《聊斋·陆判》
- 《聊斋·阿宝》
- 《聊斋·小倩》
- 《聊斋·小谢》
- 《第一茶庄》
- 《傲剑江湖》冷清（张晋饰）
- 《天涯歌女》
- 《木棉花的春天》
- 《徽娘宛心》
- 《传奇幻想殷商》
- 《聊斋奇女子·连城》
- 《聊斋奇女子·宦娘》
- 《聊斋Ⅱ·义犬》
- 《梁山伯与祝英台》王蓝田（张天其饰）
- 《媳妇的眼泪》
- 《狐步谍影》
- 《船娘文慧》
- 《雪中红》（配音导演）
- 《龙游天下》
- 《红粉》
- 《风月恶之花》（配音导演）
- 《少年杨家将》杨五郎（陈龙饰）
- 《义本同心》尚飞（吴秀波饰）
- 《魔剑生死棋》逍遥郎（田家达饰）
- 《金甲战士》 西鲁达（张国强饰）（配音导演）
- 《妈妈为我嫁》
- 《爸爸天亮叫我》
- 《天伦劫》
- 《我的爱情面包》金恩浩（张睿家饰）
- 《望族》
- 《父亲的战争》
- 《爱上琉璃苣女孩》戴建仁(陈楚河饰)
- 《四大名捕会京师》
- 《射雕英雄传》欧阳克（李解饰）、郭啸天（任天野饰）
- 《牌坊下的女人》 黄平昭（崔钟饰）
- 《功夫状元》 肥仔聪（林子聪饰）
- 《新包青天之七侠五义》 庞昱王朝 二鼠 吴文 范桐 艾政 元昌 方烈 刘全
- 《带上婆婆嫁》
- 《滚滚血脉》
- 《天涯织女》方宁
- 《冷枪》
- 《再见艳阳天》
- 《仙剑奇侠传3》许茂山（林子聪饰）
- 《娘妻》 高正扬（杜俊泽饰）
- 《天涯织女》 方宁（萧正楠饰）
- 《家后》
- 《活佛济公》广亮（林子聪饰）
- 《广告风云》 刘创奇（马德钟饰）
- 《摘星之旅》周卓威 （陈国邦饰）
- 《天师钟馗》茶陵王（刘晟豪饰）
- 《跟红顶白大三元》
- 《聊斋Ⅲ·白秋练》
- 《聊斋Ⅲ·江城》
- 《广告风云》马德钟
- 《聊斋Ⅲ·画壁》 清水（吴毅将饰）
- 《聊斋Ⅲ·庚娘》
- 《聊斋Ⅲ·公孙九娘》
- 《铠甲勇士》
- 《天涯赤子心》
- 《刁蛮新娘》 金龙
- 《流星蝴蝶剑》 孙剑（于洪亮饰）
- 《真爱一生》
- 《家仇》
- 《枪声背后》
- 《活佛济公2》 广亮（林子聪饰）
- 《包青天之碧血丹心》
- 《郎本无情》
- 《团圆》
- 《帝锦》
- 《流泪的新娘》
- 《温柔的慈悲》
- 《千金》
- 《怪侠一枝梅》 黄水
- 《爱可以重来》 陈赫（宗峰岩饰）
- 《妈妈，你到底在哪里》 章扬（李亭哲饰）
- 《加油妈妈》《幸福妈妈》 姚子扬 (宗峰岩饰）（配音导演）
- 《我的抗战》 陆有为（史奕饰）
- 《枪林弹雨》 独眼龙，秦大胖，牛水生
- 《新白发魔女传》耿绍南（李解饰）
- 《薛平贵与王宝钏》 苏龙（张迪饰）
- 《轩辕剑之天之痕》陈辅（魔化后，之前由吕梁配音），魔王
- 《龙巡天下》 王县令（李明卿饰）
- 《望海》（配音导演）
- 《活佛济公3》 广亮（林子聪饰）、敖子龙（洪天明饰）、孔玉麟（李进荣饰）
- 《武则天秘史》 成年李弘（袁家宝饰）
- 《怪侠欧阳德》 马玉龙（谢苗饰）
- 《新洛神》杨修（季肖冰饰）， 张彪（张海峰饰）
- 《胜利者》张天其
- 《爱在春天》 坂本少佐（段钧豪饰）
- 《奶奶再爱我一次》
- 《幸福的面条》（配音导演）
- 《血色樱花》 高桥进（郭超饰）
- 《怒海情仇》 项唯胜（张天其饰）
- 《越境》
- 《我的抗战之猎豹出击》赤阪龙一（李解 饰）
- 《一代枭雄》（配音导演）娄栋梁 雷蒙 寥大牙（屠育玮饰）
- 《封神英雄榜》比干（吴岱融饰）、伯邑考（季肖冰饰）、高和（康磊饰）
- 《欢天喜地俏冤家》
- 《欢喜县令》麦亚堂（林子聪饰）
- 《封神英雄榜2》杨戬（李进荣饰） 云中子 吴龙（丁汇宇饰）
- 《淑女之家》（配音导演）
- 《花千骨》笙箫默（苗驰饰） 云翳（高江饰）、东华上仙（钱泳辰饰）、清扬长老（林以政饰）

#### 網絡劇
- 《刀剑缭乱》湛卢
- 《我的吸血鬼男友》司徒穆炎

#### 译制剧
- 《嫁个好人家》（日） 山本荣太郎
- 《江南妈妈》（韩）
- 《超人前传》（美）

### 电影
- 《蝙蝠侠：黑暗骑士崛起》 琼斯队长
- 《超决战！贝利亚银河帝国》佐菲奥特曼、岚爸爸、二次元住民、旁白
- 《奥特曼大电影》
- 《全面回忆》
- 《颤栗航班93（上海东方电影频道版）》托尼 （ 配音导演黄莺）
- 《失踪的女人》Caldicott
- 《生死倒计时》 （配音导演狄菲菲）
- 《迈阿密风云》
- 《最后空降兵》
- 《勇士》
- 《黄金罗盘》 （配音导演曾丹）
- 《绝地战警2》（配音导演胡平智）

### 特摄剧、特摄电影
- 《宇宙英雄之超银河传说 THE MOVIE》
- 《迪迦奥特曼》 配音导演
- 《佐菲奥特曼》 配音导演
- 《雷欧奥特曼》 配音导演
- 《戴拿奥特曼》中岛勉、不动健、宗方诚一
- 《铠甲勇士刑天后传》库忿斯
- 《银河奥特曼》泰罗奥特曼
- 《银河奥特曼S》阵野义昭、泰罗奥特曼

### 動畫

#### 2005年
- 封平————《象棋王》

#### 2007年
- 藤泽————《围棋少年 第二季》
- ？————《百变宝贝》

#### 2008年
- 无不洁、肥彪————《无不想》

#### 2009年
- 羽————《恐龙宝贝之龙神勇士》
- 墨菊、雪雕————《小牛向前冲》

#### 2010年
- 高渐离、盗跖、白凤、无双鬼、秦始皇————《秦时明月之笑闯江湖》
- 啵啵嘟————《嘟嘟宝之解码先锋》
- 惩罚者、秃鹫、美国队长————《蜘蛛侠》（美国）
- 丸尾末男————《樱桃小丸子》（日本）

#### 2011年
- 忍枝————《兔子帮》
- 玉罗刹————《安源小子》

#### 2012年
- 颜路、扶苏、龙且————《秦时明月之万里长城》
- 三郎、玛奇朵等————《幸福小镇》
- 美国队长————《复仇者联盟》（美国）

#### 2013年
- Eco————《死灵编码》
- 主任、卡牌、白发少年（扬佑川）————《撸时代》
- 安迪、神秘人A————《超神游戏》
- 凌宇轩————《神魄》
- 吾刚————《高铁英雄》
- 布莱克————《赛尔号3：战神联盟》

#### 2014年
- 墨鸦————《天行九歌之空山鸟语》
- 罗夏————《纳米核心》
- 西门官仁、大力哥————《王牌御史》
- 牛警官————《中国惊奇先生》
- 爸爸————《小花仙》
- 教授、水獭爸爸————《麦酷狮历险记》
- 羽————《恐龙宝贝之失落的文明》
- 索罗汉————《辛巴达历险记2》

#### 2015年
- 颜路、扶苏、龙且————《秦时明月之君临天下》
- 王胖子————《勇者大冒险》
- 唐三十六（唐棠）————《择天记》
- 菩提————《摩尔庄园3：魔幻列车大冒险》

#### 2016年
- 墨鸦————《天行九歌》
- 李长————《女娲成长日记》
- K、方陆、小畑尤迪安————《麻神》
- 宇昂、薛木生————《全职法师》
- 尸妖冥泉————《太乙仙魔录之灵飞纪》
- 唐棠————《择天记 第二季》

#### 2017年
- 喻文州————《全职高手》
- 狸叔、司空千阳、汐祈————《天谕》
- 导演、乔安好爸爸————《国民老公带回家 第三季》
- 二长老、柳席————《斗破苍穹》
- 江子云————《开封奇谈-这个包公不太行》
- 宇昂、薛木生————《全职法师 第二季》
- 尸妖冥泉————《太乙仙魔录之灵飞纪 第二季》
- 萧伯、春之————《CMFU学院:绅士击击剑》
- 旁白————《枪娘!FIRE》

#### 2018年
- 喻文州————《全职高手特别篇》
- 春芽————《观海策》
- 杀心观音————《西行纪》
- 秦风、项广————《星辰变》
- 宇昂、司机、顾涵————《全职法师 第三季》
- 导演————《国民老公带回家 第四季》
- 李墨爸爸————《肆式青春》
- 骑士————《大闹西游》
- 东极京水————《鹿枫堂》（日本）
- 御翔樱世(变身后)————《魔法少女 俺》（日本）
- 瓦雷利亚————《神怒之日》（日本）
- 绿间真太郎————《黑子的篮球：终极一战》（日本）
- 厂长————《爱神巧克力ING 第二季》

#### 2019年
- 吴雪峰（气冲云水）————《全职高手之巅峰荣耀》
- 黛砚————《仙剑奇侠传：幻璃镜》
- 赫连煊————《萌妻食神》
- 谢谦————《武动乾坤》
- 雇主————《斗破苍穹特别篇2：沙之澜歌》
- 风吟————《崩坏星河》
- 伊扎克斯————《异常生物见闻录》
- 饭田天哉————《我的英雄学院：两个人的英雄》（日本）

#### 2020年
- 龙且————《秦时明月之沧海横流》
- 喻文州————《全职高手2》
- 宇昂、顾涵————《全职法师 第四季》
- 杀心观音————《西行纪之再见悟空》
- 逍遥生————《大话之少年游》
- 许墨————《恋与制作人》
- 伊扎克斯————《异常生物见闻录 特别篇》
- 郎老师、楚天歌父亲————《我为歌狂之旋律重启》
- 沈峤————《山河剑心》
- 鬼舞辻无惨————《鬼灭之刃》（日本）

### 遊戲

#### 線上遊戲
- 《天下三》（配音导演）东皇太一（玄晖）、鬼墨（方致城）、金坎子、龙吟使衔烛、鸠、七夜（武观）、巫彭等
- 《剑侠情缘网络版叁》（配音导演）源明雅
- 《天涯明月刀OL》钟不忘、郝厨子、薛无泪（配音导演洪海天）
- 《秦时明月》系列全衍生游戏——颜路、扶苏、龙且、墨鸦
- 《英雄三国》张角
- 《枪神纪》榴弹 （配音导演）
- 《剑灵》无尘天罡 （配音导演洪海天）
- 《第九大陆》猎人训练师克莱伊顿
- 《魔兽世界》（国服，台服）黑龙王子男熊猫人杜隆坦安度因 拉希奥
- 《星际争霸2》 （国服）蒙斯克王子 瓦伦里安
- 《暗黑破坏神3》（国服）男魔法师
- 《尸人》
- 《斗战神》伽蓝神将 鲶鱼校尉 金角大王 秦玉卿（配音导演洪海天）
- 《无尽战区》苏洛
- 《烈焰行动》（配音导演）
- 《战争前线》（配音导演）
- 《轩辕传奇》（配音导演）
- 《刀剑2》（配音导演）
- 《逆战》（配音导演）
- 《使命召唤OL》
- 《天谕》（配音导演）司空千阳等
- 《超神英雄》米迦勒
- 《古剑奇谭网络版》（配音导演）崔远之 黄七爷 兰跃空
- 《梦塔防S》吕布
- 《逆水寒》（配音导演）无情唐大铸
- 《守望先锋》小美同事
- 《极限竞速5》（配音导演）
- 《极限竞速6》（配音导演）
- 《古墓丽影：崛起》（配音导演）
- 《地下城与勇士》男鬼剑
- 《风暴英雄》安度因
- 《勇者大冒险》王胖子
- 《巫师之昆特牌》古德蒙、恩约夫

#### 单机遊戲
- 《古剑奇谭二》夏夷则
- 《古剑奇谭三》配音导演 玄戈
- 《隐形守护者》荣银海
- 《轩辕剑柒》莫惶

#### 手機遊戲
- 安度因(暗影收割者)————《炉石传说》
- 许墨————《恋与制作人》
- 木剑————《梦间集》
- 康士坦丁————《天天炫斗》
- 魔术师————《王者荣耀》
- 星辰————《全民超神》
- 诸葛亮————《永恒文明》
- 巴隆————《虚荣》
- 亚瑟————《天魔幻想》
- 岳飞、曹操、关羽、赵匡胤、孙权————《英雄杀》
- 金坎子、断不悔、定远、方天道彰————《天下》
- 延介————《异次元战姬》
- 西恩————《天命传说》
- 黛砚————《仙剑奇侠传：幻璃镜》
- 楚留香————《三少爷的剑》
- 叶孤城、高行之————《飞刀又见飞刀》
- 江海涛、申夜————《元气偶像季》
- 阿瓦隆————《剑与家园》
- 狂战士————《天使纪元》
- 流云————《光影对决》
- 大天狗————《决战平安京》
- 夏夷则————《古剑奇谭二》
- 喻文州————《全职高手》
- 黄飞虎、申公豹、姬发————《元气封神》
- 千夜、赛场解说————《青春篮球》
- 荒神————《海上牧云记》
- 格里安————《夏目的美丽日记》
- 展昭、贝利尔————《王与异界骑士》
- 龙太子————《大圣归来：棒指灵霄》
- 曹操————《全民英杰传》
- 巧克力、咖啡————《食之契约》
- 东方美人、西湖龙井————《茗心录》
- 陈一笑————《女神的荒野奇遇》
- 白起————《战国志》
- 河伯————《山海异闻录》
- 龙五————《剑侠世界2》
- 如尘、肥秋、将士、叶隐————《楚留香》
- 神秘男子、荣必图————《半世界之旅》
- 雾隐才藏————《最终王冠》
- 06号————《非人学园》
- 无情————《遇见逆水寒》
- 屠苏、VSOP————《酒灵物语》
- 君言、杨戬————《七色》
- 李尔里德————《闪耀暖暖》
- 木心砚————《仙剑奇侠传四》
- 妙山————《绘真妙笔千山》
- 西门官仁————《王牌御史》
- 摩西————《云想之歌》
- 风间琉璃————《龙族幻想》
- 烛龙————《神都夜行录》
- 蟹酿橙————《食物语》
- 扶苏————《秦时明月世界》
- 罗夏————《时空中的绘旅人》
- 贾诩————《少年三国志2》
- 流光————《古剑奇谭木语人》
- 洛清尘————《仙剑奇侠传：九野》
- 源明雅————《剑网3：指尖江湖》
- 薛无泪————《天涯明月刀》
- 烛阴————《山海镜花》
- 赵云————《三国志幻想大陆》
- 八岐大蛇————《阴阳师》
- 曲流觞————《幻书启世录》
- 赵云————《曙光英雄》

### 有聲作品

#### 广播剧
- 张起灵————《盗墓笔记》
- 安格拉————《奥术神座》
- 谢允————《有匪》
- 提奥————《八号登机口》
- 白敬安————《杀戮秀》
- 侯川————《言灵童话》
- 橄榄————《无患记》
- 许文超————《默读》
- 唐老师————《伪装学渣》
- 崔远之、李焱、妖化曲青戈————《蓬山无路》古剑奇谭网络版角色广播剧
- 喻文州————《全职高手》
- 沈峤————《千秋》
- 林安————《刺青》
- 沈识檐————《穿堂惊掠琵琶声》
- 诸葛亮————《三分星野》
- 钱月明————《我们》
- 周子舒————《天涯客》
- 张飞————《季汉草创志》
- 黎朔————《谁把谁当真》
- 于吉————《江东双璧》
- 杀心观音————《西行紀》
- 洛德————《甜美的咬痕》
- 瞿燕庭————《跨界演员》
- 路柏沅————《我行让我来》
- 李承鄞————《东宫》影音同画古风广播剧

#### 有声漫画
- 《山海师》海
- 《狩梦人》李惜文
- 《光影对决》大祭司

### 電視節目
- 《美国达人秀》第五季中文版
- 《Discovery》纪录片 流言终结者系列1-6季 亚当萨维奇

## 外部連結
- 夏磊的新浪微博